# Fulton (contea di Oswego, New York)
Fulton è un comune degli Stati Uniti d'America, situato nello Stato di New York, nella contea di Oswego.